# Токо (Техас)
Токо (англ. Toco) — місто (англ. city) в США, в окрузі Ламар штату Техас. Населення — 91 особа (2020).

## Географія
Токо розташоване за координатами 33°39′14″ пн. ш. 95°38′58″ зх. д. / 33.65389° пн. ш. 95.64944° зх. д. (33.653889, -95.649495).  За даними Бюро перепису населення США в 2010 році місто мало площу 0,44 км², з яких 0,44 км² — суходіл та 0,00 км² — водойми.

## Демографія
Згідно з переписом 2010 року, у місті мешкало 75 осіб у 34 домогосподарствах у складі 21 родини. Густота населення становила 169 осіб/км².  Було 37 помешкань (84/км²).
Расовий склад населення:
| - 72,0 % — чорних або афроамериканців - 22,7 % — білих - 1,3 % — осіб інших рас |

До двох чи більше рас належало 4,0 %. Частка іспаномовних становила 9,3 % від усіх жителів.
За віковим діапазоном населення розподілялося таким чином: 17,3 % — особи молодші 18 років, 57,4 % — особи у віці 18—64 років, 25,3 % — особи у віці 65 років та старші. Медіана віку мешканця становила 53,3 року. На 100 осіб жіночої статі у місті припадало 87,5 чоловіків;  на 100 жінок у віці від 18 років та старших — 87,9 чоловіків також старших 18 років.
За межею бідності перебувало 36,2 % осіб, у тому числі 47,4 % дітей у віці до 18 років та 47,4 % осіб у віці 65 років та старших.
Цивільне працевлаштоване населення становило 34 особи. Основні галузі зайнятості: транспорт — 23,5 %, освіта, охорона здоров'я та соціальна допомога — 23,5 %, роздрібна торгівля — 17,6 %, виробництво — 17,6 %.